# ステゴケラス
ステゴケラス (Stegoceras) は、中生代白亜紀後期、現在の北アメリカ大陸に生息していた恐竜。

## 命名と分類
属名は「角の天蓋」の意。元々はカナダで発掘された不完全な頭骨の化石に対する命名。その後、カナダ・アルバータ州で保存状態の良い頭骨と体の各部の骨を含む化石が見つかり、そこで初めて小型のパキケファロサウルスの仲間であることが明らかになった。なお、頭骨に残されていた歯の形状が、かつて1本の歯の元に命名された別の恐竜の化石（肉食恐竜のトロオドン）に極めて形状が似ていたため、一時期ステゴケラスとトロオドンは同じ恐竜とされていたことがある。

## 特徴
体長2 - 3メートル。ほぼ全身の骨格が見つかっている。パキケファロサウルスに近縁であり、同様に頭が高いドーム上になっている。このドームは緻密骨で構成され、また骨目は表面に向いている事で、衝撃に耐える構造になっている。パキケファロサウルス同様、頭突きをして群れの仲の順位を決めていたと考えられるが証明はされていない。発見された頭骨には丈が高いものと低く平たいものものの二つのタイプがあり、これは雌雄の性差を示していると考えられている。
歯は小さく外縁が鋸状になっている。一般には植物食の恐竜だったとされているが、鋭い牙状の歯を持っていたことから雑食（植物のほかに昆虫や小動物も食べた）とする説もある。
前肢は短く、ほっそりとしている。対照的に後肢は長く、走行に適した形態であった。

人間との大きさ比較
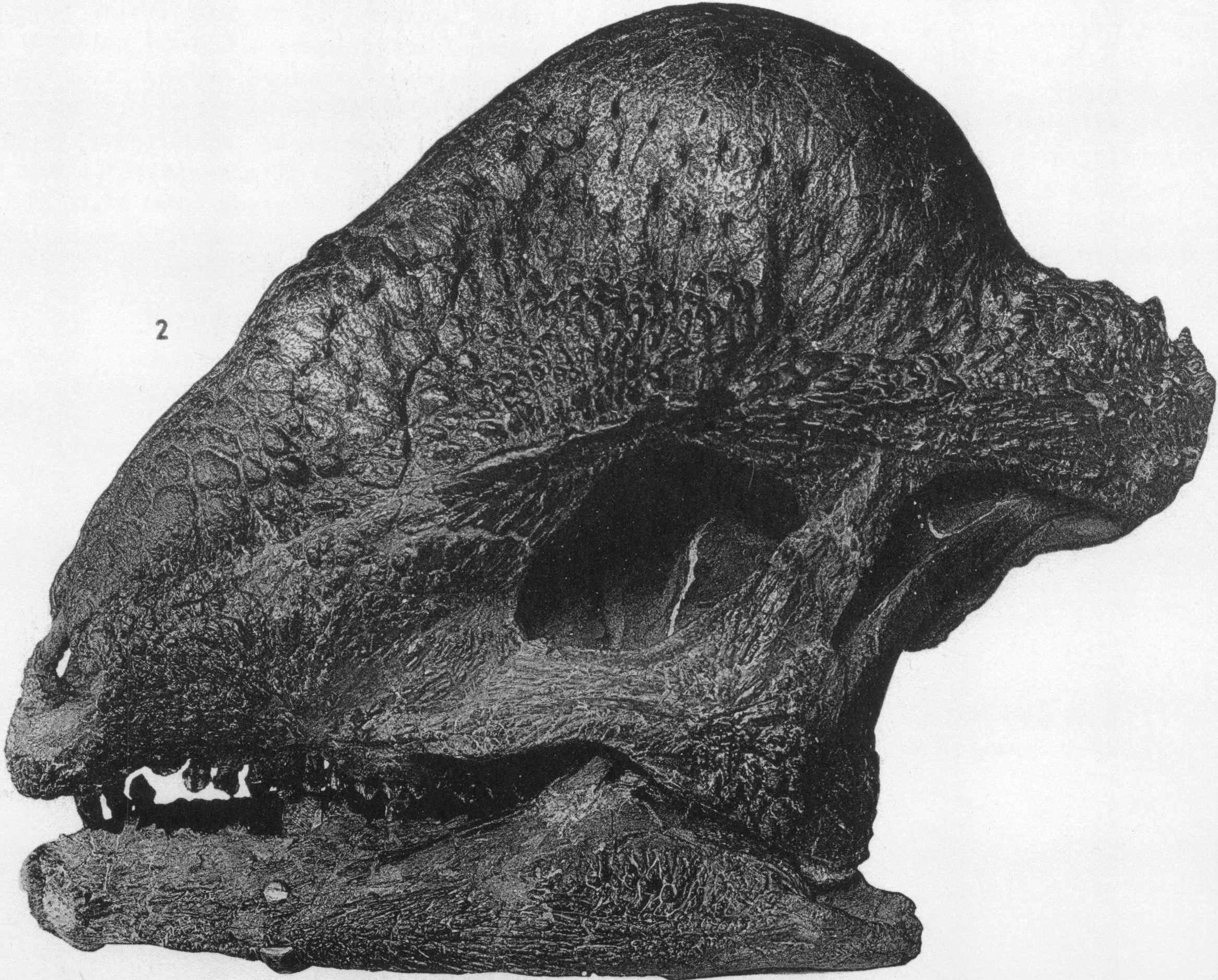
頭骨
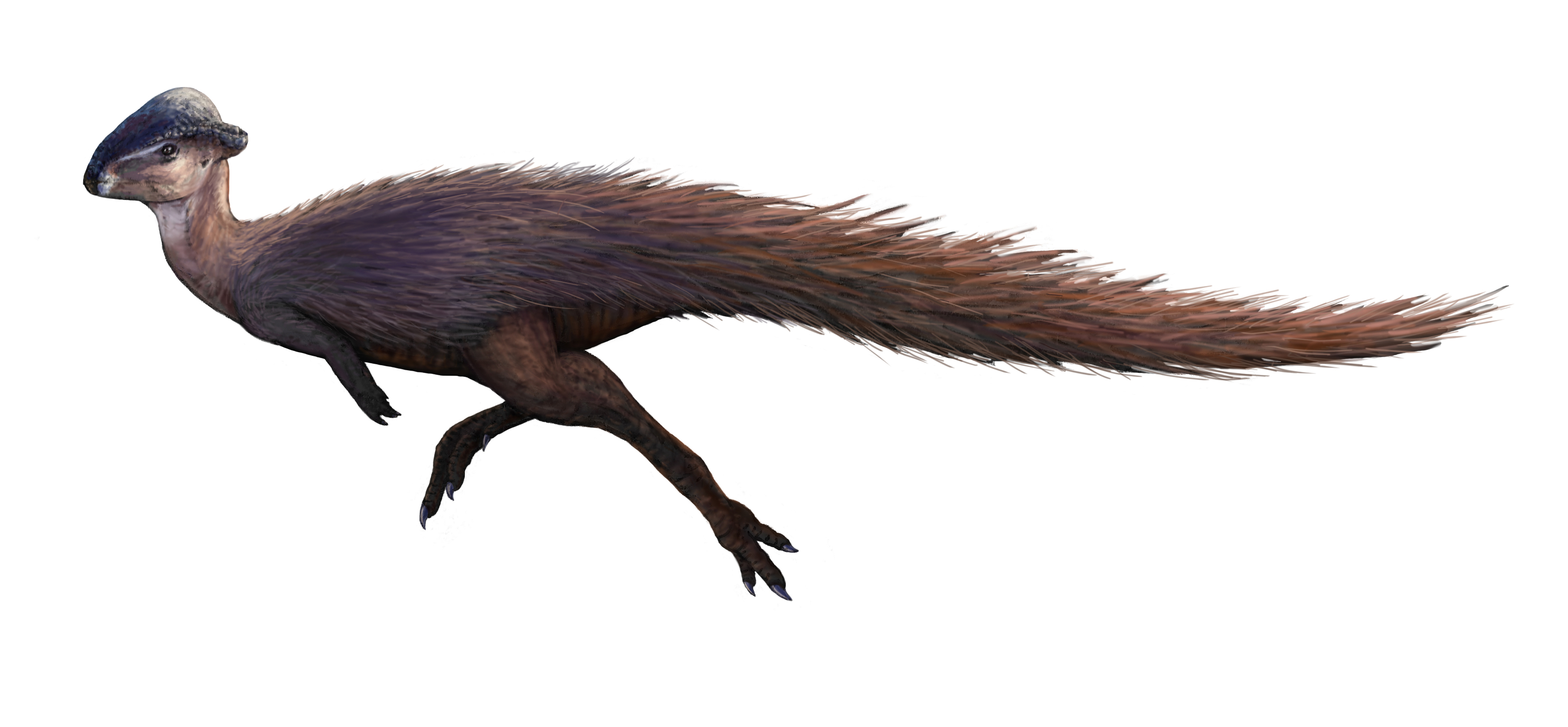
復元図